# 罗莎·莫塔
罗莎·莫塔（葡萄牙語：Rosa Mota，1958年6月29日—），葡萄牙女子田径运动员，主攻长跑。她曾代表葡萄牙参加1984年和1988年夏季奥林匹克运动会田径比赛，获得一枚金牌和一枚铜牌。